# Liste des députés européens de France de la 3e législature
Cet article présente la liste des députés européens de France au cours de la 3e législature du Parlement européen, qui est en fonction de 1989 à 1994.

## Liste
| Député européen                                                                                                  | Parti | Parti                                                           | Groupe politique |
| --- | ----- | --------------------------------------------------------------- | ---------------- |
| Sylviane Ainardi                                                                                                 |       | Parti communiste français                                       | CG               |
| Jean-Marie Alexandre                                                                                             |       | Parti socialiste                                                | SOC              |
| Michel Hervé (Remplace Claude Allègre.)                                                                          |       | Parti socialiste                                                | SOC              |
| André Fourçans (Remplace Michèle Alliot-Marie.)                                                                  |       | Rassemblement pour la République                                | RDE              |
| Yvan Blot |       | Front national                                                  | GTDE             |
| Pierre Bernard-Reymond                                                                                           |       | Centre des démocrates sociaux                                   | PPE              |
| Michèle Barzach                                                                                                  |       | Rassemblement pour la République                                | RDE              |
| Bernard Antony                                                                                                   |       | Front national                                                  | GTDE             |
| Aline Archimbaud (Remplace Renée Conan qui remplace Marie-Christine Aulas.)                                      |       | Les Verts                                                       | Verts            |
| Jean-Claude Martinez (Remplace Claude Autant-Lara.)                                                              |       | Front national                                                  | GTDE             |
| Janine Cayet |       | Union pour la démocratie française                              | ELDR             |
| Alain Bombard |       | Parti socialiste                                                | SOC              |
| Claude Cheysson                                                                                                  |       | Parti socialiste                                                | SOC              |
| Henry Chabert |       | Rassemblement pour la République                                | RDE              |
| Pierre Ceyrac |       | Front national                                                  | GTDE             |
| Gérard Caudron                                                                                                   |       | Parti socialiste                                                | SOC              |
| Martine Buron |       | Parti socialiste                                                | SOC              |
| Yvon Briant |       | Centre national des indépendants                                | RDE              |
| Jean-Louis Bourlanges                                                                                            |       | indépendant                                                     | PPE              |
| Michel Debatisse (Remplace .)                                                                                    |       | Union pour la démocratie française                              | ELDR             |
| Robert Delorozoy (Remplace .)                                                                                    |       | Parti radical                                                   | ELDR             |
| Marie-José Denys                                                                                                 |       | Parti socialiste                                                | SOC              |
| Marguerite-Marie Chichereau-Dinguirard (Remplace Yves Cochet le 11 décembre 1991.)                               |       | Les Verts                                                       | Les Verts        |
| (Remplace Philippe Douste-Blazy.)                                                                                |       | Union pour la démocratie française                              | ELDR             |
| Mireille Elmalan                                                                                                 |       | Parti communiste français                                       | CG               |
| Bernard Frimat (Remplace Laurent Fabius le 3 avril 1992.)                                                        |       | Parti socialiste                                                | SOC              |
| Bruno Boissière Remplace Dominique Voynet le 11 décembre 1991, qui remplace Solange Fernex le 13 novembre 1991.) |       | Les Verts                                                       | Les Verts        |
| Nicole Fontaine                                                                                                  |       | Centre des démocrates sociaux                                   | PPE              |
| André Fourçans (Remplace .)                                                                                      |       | Union pour la démocratie française                              | PPE              |
| François Froment-Meurice (Remplace Jean-Louis Borloo le 5 septembre 1992.)                                       |       | Centre des démocrates sociaux                                   | PPE              |
| Gérard Fuchs |       | Parti socialiste                                                | SOC              |
| Yves Galland |       | Parti radical                                                   | ELDR             |
| Max Gallo |       | Parti socialiste                                                | SOC              |
| Charles de Gaulle (Remplace .)                                                                                   |       | Union pour la démocratie française                              | ELDR             |
| Valéry Giscard d'Estaing (Remplace .)                                                                            |       | Union pour la démocratie française                              | ELDR             |
| Bruno Gollnisch                                                                                                  |       | Front national                                                  | GTDE             |
| Jean Querbes (Remplace Maxime Gremetz.)                                                                          |       | Parti communiste français                                       | CG               |
| Guy Guermeur |       | Rassemblement pour la République                                | RDE              |
| François Guillaume                                                                                               |       | Rassemblement pour la République                                | RDE              |
| Jean-Paul Heider                                                                                                 |       | Rassemblement pour la République                                | RDE              |
| Robert Hersant                                                                                                   |       | Union pour la démocratie française                              | PPE              |
| Michel Hervé |       | Parti socialiste                                                | SOC              |
| Philippe Herzog                                                                                                  |       | Parti communiste français                                       | CG               |
| Jean-François Hory                                                                                               |       | Mouvement des radicaux de gauche                                | PSE              |
| Marie-Anne Isler-Béguin (Remplace Didier Anger le 11 décembre 1991.)                                             |       | Les Verts                                                       | Les Verts        |
| Jean-Pierre Raffin (Remplace Claire Joanny le 11 décembre 1991.)                                                 |       | Les Verts                                                       | Les Verts        |
| François Musso (Remplace Alain Juppé.)                                                                           |       | Rassemblement pour la République                                | RDE              |
| Jeannou Lacaze                                                                                                   |       | Centre national des indépendants et paysans                     | ELDR             |
| Alain Lamassoure                                                                                                 |       | Union pour la démocratie française                              | ELDR             |
| Pierre Lataillade                                                                                                |       | Rassemblement pour la République                                | RDE              |
| Jean-Marie Le Chevallier                                                                                         |       | Front national                                                  | GTDE             |
| Martine Lehideux                                                                                                 |       | Front national                                                  | GTDE             |
| Jean-Marie Le Pen                                                                                                |       | Front national                                                  | GTDE             |
| Alain Madelin |       | Parti républicain                                               | ELDR             |
| Christian de La Malène                                                                                           |       | Rassemblement pour la République                                | RDE              |
| Claude Malhuret                                                                                                  |       | Parti républicain                                               | ELDR             |
| Alain Marleix |       | Rassemblement pour la République                                | RDE              |
| Simone Martin |       | Parti républicain                                               | ELDR             |
| Sylvie Mayer |       | Parti communiste français                                       | CG               |
| Nora Zaïdi |       | Parti socialiste                                                | SOC              |
| Bruno Mégret |       | Front national                                                  | GTDE             |
| Jean-Pierre Raffin (Remplace Gérard Monnier-Besombes le 5 décembre 1991.)                                        |       | Les Verts                                                       | Les Verts        |
| Aymeri de Montesquiou                                                                                            |       | Parti radical                                                   | ELDR             |
| Jean-Thomas Nordmann                                                                                             |       | Parti radical                                                   | ELDR             |
| Jean-Claude Pasty                                                                                                |       | Rassemblement pour la République                                | RDE              |
| Nicole Péry |       | Parti socialiste                                                | SOC              |
| Michel Pinton |       | Union pour la démocratie française                              | NI               |
| René Piquet |       | Parti communiste français                                       | CG               |
| Alain Pompidou                                                                                                   |       | Rassemblement pour la République                                | RDE              |
| Jean Querbes |       | Parti communiste français                                       | CG               |
| Jean-Pierre Raffarin                                                                                             |       | Parti républicain                                               | ELDR             |
| Marc Reymann |       | Centre des démocrates sociaux                                   | PPE              |
| Frédéric Rosmini                                                                                                 |       | Parti socialiste                                                | SOC              |
| Henri Saby |       | Parti socialiste                                                | SOC              |
| André Sainjon |       | Indépendant                                                     | SOC              |
| Léon Schwartzenberg                                                                                              |       | Parti socialiste                                                | SOC              |
| Max Simeoni |       | Verts "Europe des peuples - Per un avvene corsu - Avenir corse" | ARC              |
| André Soulier |       | Parti républicain                                               | ELDR             |
| Jacques Tauran                                                                                                   |       | Front national                                                  | GTDE             |
| Djida Tazdaït |       | Les Verts                                                       | Les Verts        |
| Bernard Thareau                                                                                                  |       | Parti socialiste                                                | SOC              |
| Catherine Trautmann                                                                                              |       | Parti socialiste                                                | SOC              |
| Dick Ukeiwé |       | Rassemblement pour la République                                | RDE              |
| Jean-Marie Vanlerenberghe (Remplace Simone Veil le 31 mars 1993.)                                                |       | Centre des démocrates sociaux                                   | PPE              |
| Marie-Claude Vayssade                                                                                            |       | Parti socialiste                                                | SOC              |
| Jacques Vernier                                                                                                  |       | Rassemblement pour la République                                | RDE              |
| Yves Verwaerde                                                                                                   |       | Parti républicain                                               | ELDR             |
| Yves Frémion (Remplace Antoine Waechter le 20 décembre 1991.)                                                    |       | Les Verts                                                       | Les Verts        |
| Francis Wurtz |       | Parti communiste français                                       | CG               |
| Adrien Zeller |       | Centre des démocrates sociaux                                   | PPE              |